# Ipocolesterolemia
Per ipocolesterolemia si intende una bassa concentrazione di colesterolo totale nel sangue (colesterolemia).
Poiché sia il colesterolo sia le lipoproteine plasmatiche che lo trasportano hanno un ruolo essenziale nella fisiologia dell'organismo, l'ipocolesterolemia è una condizione potenzialmente dannosa per la salute. Non rientrano in questa patologia le basse concentrazioni di colesterolemia indotte dal trattamento farmacologico (farmaci ipocolesterolemizzanti).

## Valori di riferimento
L’ipocolesterolemia è identificata da livelli plasmatici di colesterolo inferiori al 5 percentile di una popolazione di riferimento. Di conseguenza,  i valori che attestano tale condizione mostrano una consistente variabilità in dipendenza delle diverse popolazioni esaminate. È indubbio che si possa parlare di ipocolesterolemia quando il colesterolo plasmatico totale è inferiore a 130-120 mg/dl, tuttavia nella letteratura medica i valori di colesterolo totale che definiscono l'ipocolesterolemia negli adulti sono compresi in un intervallo tra <120 mg/dl e <160 mg/dl; si tratta comunque di valori medi che presentano variazioni sesso- ed età-dipendenti:
Nello studio Lipid Research Clinics (LRC) population prevalence Study, i valori inferiori al 5 percentile sono stati per il colesterolo totale <130 mg/dl e per il colesterolo LDL <75 mg/dl; nello studio The Framingham Offspring Study, tali livelli sono stati per le LDL <83 mg/dl (uomo) e <76 mg/dl (donna), e per le apoB <66 mg/dl (uomo) e <60 mg/dl (donna); nel NHANES III il 5 percentile del colesterolo non-HDL è risultato di 90 mg/dl nelle donne e 94 mg/dl negli uomini.

### Colesterolo HDL
Il colesterolo HDL, cioè quello "buono", non deve essere inferiore a 40 mg/dl. Avere il colesterolo buono basso è più pericoloso che avere il colesterolo totale alto.

## Epidemiologia
Le ipocolesterolemie familiari, con l'eccezione dell'ipobetalipoproteinemia familiare, sono malattie rare. Al contrario, le forme secondarie sono relativamente frequenti, ma la loro prevalenza varia notevolmente con le popolazioni considerate e, soprattutto, con i parametri di laboratorio utilizzati per la diagnosi.
L'ipobetalipoproteinemia familiare sembra avere una frequenza dello 0,2-0,8%. Nel NHANES-I (National Health and Nutrition Examination Survey-I) la prevalenza dell'ipocolestrolemia (<130mg/dl) è stata pari a 1,8% nei bianchi e 3,6% nei neri; nel  Framingham Offspring Study la prevalenza (LDL<70 mg/dl) è stata del 1,9%; nei pazienti ospedalizzati, l'incidenza varia dallo 0,5% a 6,2%.

## Eziologia
Le cause dell'ipocolesterolemia sono molteplici.
Si riconoscono forme primitive su base genetica (familiari e non) e forme secondarie a malattie concomitanti: malassorbimento intestinale (celiachia, pancreatite cronica); malattie della tiroide (ipertiroidismo); malnutrizione; insufficienza epatica grave; neoplasie maligne; malattie infettive acute o croniche (sepsi, tubercolosi); alcune anemie croniche; pazienti chirurgici in condizioni critiche (politraumatizzati, grandi interventi chirurgici).
I soggetti vegani possono avere valori di colesterolemia totale che rientrano nell'ambito dell'ipocolesterolemia. Ad esempio, in una piccola comunità agraria vegetariana del Tennessee i valori medi di colesterolo totale sono stati 125 mg/dl (maschi) e 133 mg/dl (femmine).
Una causa importante di ipocolesterolemia primitiva è rappresentata dalle mutazioni del gene codificante la proteina PCSK9 (proprotein convertase subtilisin/kexin type 9). Nella metanalisi di Kent, tali mutazioni sono risultate frequenti (2,3% nei neri e 3,1% nei bianchi) e hanno determinato una riduzione media, rispetto ai controlli, del colesterolo LDL di 35 mg/dl nei neri e di 13 mg/dl nei bianchi, raggiungendo talora i livelli caratteristici dell'ipocolesterolemia. La PCSK9 induce la degradazione del recettore LDL, cosicché un suo deficit funzionale favorisce una maggiore rimozione delle LDL dal sangue con diminuzione della colesterolemia.

## Ipocolesterolemia nei pazienti critici
Nei pazienti critici ospedalizzati, l'ipocolesterolemia è un indice prognostico sfavorevole, in particolare quando essa è persistente e si aggrava nel corso della degenza: la mortalità in questi casi è stata anche 10 volte superiore rispetto ai pazienti normocolesterolemici.
In questa tipologia di pazienti, l'andamento sfavorevole della colesterolemia riconosce una molteplicità di cause non sempre identificabili, ma che possono andare dallo stato metabolico del paziente, alla disfunzione epatica, all'azione metabolica delle citochine, all'emodiluizione, alla perdita di proteine (es. ustionati). In uno studio di Gordon (2001) su 111 pazienti chirurgici in condizioni critiche, la concentrazione delle citochine IL-6 e IL-10 era inversamente correlata con la colesterolemia e i valori più bassi di colesterolo e lipoproteine plasmatiche si associavano ad una prognosi sfavorevole. Analoghe conclusioni sono emerse da uno studio di Lee (2015) su 117 pazienti con sepsi. In un ampio studio prospettico (REGARDS) bassi valori di LDL sono stati associati ad un rischio maggiore di sepsi.
È stato ipotizzato che l'ipocolesterolemia in questi casi non sia solo un marker di sofferenza organica, ma che possa invece rappresentare un fattore fisiopatologico negativo in grado di rendere più suscettibile l'ospite all'aggressione batterica. Negli studi sperimentali le lipoproteine si sono rivelate capaci di legare e neutralizzare le endotossine batteriche (lipopolisaccaride batterico, LPS). In tal modo LPS non è più in grado di promuovere il rilascio delle citochine proinfiammatorie IL-1, IL-6, TNF-α).

## Ipocolesterolemie familiari
Le ipocolesterolemie familiari possono essere distinte in sindromi da deficit di betalipoproteine e sindromi da deficit di sintesi del colesterolo (per dettagli sulle vie biosintetiche vedi Lipoproteina e Colesterolo).

### Sindromi da deficit di betalipoproteine
Questo gruppo comprende: Abetalipoproteinemia, rara malattia a trasmissione autosomica recessiva, causata dalla mutazione del gene per MTP (microsomal triglyceride transfer protein), gene necessario per l'assemblaggio intracellulare delle betalipoproteine nel fegato e nell'intestino, indispensabile per la produzione dei chilomicroni e delle VLDL, con livelli plasmatici di colesterolo <30 mg/dl, assenza di LDL e apoB e bassi valori di trigliceridi; Ipobetalipoproteinemia Familiare, relativamente frequente (circa 1/500-1/1000 soggetti), a trasmissione autosomica codominante, causata spesso da una mutazione del gene per ApoB100, che comporta una ridotta produzione epatica di VLDL e, di conseguenza, bassi livelli di colesterolo LDL (di solito 20-50 mg/dl); Malattia di Anderson o Chylomicron Retention Disease, rara malattia causata da una mutazione genica non conosciuta, responsabile di deficit della produzione intestinale di chilomicroni; Ipolipidemia Combinata Familiare, rara forma autosomica recessiva legata alla mutazione del gene per la proteina  Angiopoietin-like 3  (ANGPTL3),  che inibisce la lipoproteinlipasi e la lipasi endoteliale, favorendo la rimozione dal plasma delle VLDL. Da notare che: l'Ipobetalipoproteinemia Familiare è una sindrome geneticamente eterogenea e, oltre alle mutazioni del gene apoB, una causa meno comune è la mutazione del gene per PSCK9, che, come detto sopra, è relativamente frequente e può essere causa di ipocolesterolemia (familiare e non); la mutazione del gene per ANGPTL3 è particolarmente frequente nel comune di Campodimele (LT), dove l'allele mutato ANGPTL3 S17X raggiunge una prevalenza di oltre il 9% della popolazione
La sintomatologia nelle sindromi da carenza di betalipoproteine è presente solo negli individui omozigoti ed è caratterizzata da diarrea (steatorrea), disturbi neurologici e visivi causati dal deficit di assorbimento e di trasporto, nelle lipoproteine plasmatiche, delle vitamine liposolubili, in particolare della vitamina E; frequente è la steatosi epatica per accumulo intracellulare dei trigliceridi che non possono essere incorporati nelle VLDL, mentre nel sangue si rinvengono acantociti (globuli rossi "spinosi"). Nella malattia di Anderson prevale il malassorbimento intestinale, mentre le turbe neurologiche sono più attenuate. L'Ipolipidemia Combinata Familiare è asintomatica e si manifesta soltanto con alterazione dei parametri di laboratorio: gli omozigoti mostrano -50% circa di colesterolo LDL e HDL e -60% circa di trgliceridi.
La terapia di queste sindromi è di tipo sostitutivo (vitamine liposolubili) e include una dieta a ridotto contenuto di grassi per limitare la steatorrea.

### Sindromi da deficit di sintesi del colesterolo
Nelle sindromi di questo gruppo, accanto a numerose malformazioni, sono prevalenti le turbe di sviluppo del sistema nervoso centrale, in quanto questo organo non può far affidamento sulle LDL plasmatiche per il proprio fabbisogno di colesterolo, che gli deriva invece esclusivamente dalla sintesi in situ (vedi Colesterolo).  Le sindromi in causa sono: Sindrome di Smith-Lemli-Opitz (SLOS), Desmosterolosi, Latosterolosi, Condrodisplasia punctata dominante legata al cromosoma X di tipo 2 (CDPX2), Sindrome CHILD (congenital hemidysplasia with ichthyosiform erythroderma and limb defects), Displasia HEM (hydrops-ectopic calcification-moth-eaten skeletal dysplasia), Sindrome di Antley-Bixler. In queste rare sindromi il colesterolo plasmatico è normale o basso grazie all'introito alimentare.
La sindrome di Smith-Lemli-Opitz (SLOS) è la più frequente di questo gruppo di disordini genetici. È una sindrome relativamente frequente (1/20 000 nati), a trasmissione autosomica recessiva, legata alla mutazione del gene codificante l'enzima 7-deidrocolesterolo reduttasi, che catalizza la conversione del 7-deidrocolesterolo in colesterolo. I portatori sani (soggetti eterozigoti) costituiscono circa l'1-2% della popolazione occidentale. A causa del deficit della sintesi endogena di colesterolo (vedi Colesterolo), i pazienti si manifestano con ipocolesterolemia, alti livelli di 7-deidrocolesterolo, malformazioni a carico dello scheletro e degli organi interni, scarso accrescimento e deficit neurologici (microcefalia, ritardo mentale, ipotonia muscolare) provocati alla carenza del colesterolo ne sistema nervoso centrale.

## Ipocolesterolemia animale
Nei cani i valori di colesterolemia normali vanno da un minimo di 200 mg/dl a un massimo di 360; si parla quindi di ipocolesterolemia quando il colesterolo scende sotto i 200 e di ipercolesterolemia quando il colesterolo sale sopra i 360; diversamente dalle teorie sostenute dai vegani che vorrebbero gli animali carnivori privi di colesterolo totale alto, è più facile per i cani avere il colesterolo totale superiore ai 360 mg/dl che per l'uomo averlo superiore ai 200-220 mg/dl.